# بيتر مولوي (لاعب كرة قدم)
بيتر مولوي (بالإنجليزية: Peter Molloy)‏ (1921 في جمهورية أيرلندا - 1973) هو مدرب كرة قدم ولاعب كرة قدم أيرلندي في مركز الدفاع. لعب مع نادي بوهيميان ونوتس كاونتي.